# The Prom (película)
The Prom es una película de comedia - musical dirigida por Ryan Murphy y adaptada por Chad Beguelin y Bob Martin. La película se basa en la obra de teatro de Broadway (The Prom) estrenada en el año 2016. Es protagonizada por Meryl Streep, Nicole Kidman, James Corden, Andrew Rannells, Keegan-Michael Key y Kerry Washington. Se estrenó el 11 de diciembre del 2020 a través de la plataforma de Netflix.

## Trama
Dee Dee Allen (Meryl Streep), dos veces ganadora del premio Tony, se asocia con Barry Glickman (James Corden) en un musical sobre la primera dama Eleanor Roosevelt que finalmente fracasa. Cada uno de ellos recibe “reseñas de finalización de carrera” y optan por revivir sus medios de vida al encontrar una causa benéfica a la que apoyar. A ellos se unen en el esfuerzo de ayudar, la veterana corista del teatro de Broadway Angie Dickinson (Nicole Kidman) y el desafortunado actor Trent Oliver (Andrew Rannells). Encuentran una causa en Emma Nolan (Jo Ellen Pellman), una estudiante de último año de secundaria que tiene prohibido llevar a su novia Alyssa (Ariana DeBose) al baile de graduación. El cuarteto de Broadway va a Edgewater, Indiana, para ayudar a las adolescentes lesbianas.

## Elenco
- Jo Ellen Pellman como Emma Nolan.
- Meryl Streep como Dee Dee Allen.
- James Corden como Barry Glickman.
- Nicole Kidman como Angie Dickinson.
- Keegan-Michael Key como Tom Hawkins.
- Andrew Rannells como Trent Oliver.
- Ariana DeBose como Alyssa Greene.
- Kerry Washington como Mrs. Greene.
- Kevin Chamberlin como Sheldon Saperstein.
- Sofia Deler como Shelby.
- Logan Riley Hassel como Kaylee.
- Mary Kay Place como Bea, abuela de Emma.
- Nathaniel J. Potvin como Kevin.
- Nico Greetham como Nick.
- Tracey Ullman como Vera Glickman.

## Producción
La película se basa en la misma premisa que el musical del mismo nombre, que utiliza música de Matthew Sklar, letra de Chad Beguelin y un libro de Bob Martin y Beguelin, basado en un concepto original de Jack Viertel.
CNN señala que el proyecto de la película tiene como tema "la defensa de Murphy por una mayor inclusión en Hollywood", incluida la Iniciativa Half 2017, para "crear una representación equitativa para las mujeres y las minorías detrás de la cámara". Murphy anunció planes para la adaptación durante una presentación benéfica del musical en el Longacre Theatre de Nueva York en abril de 2019.
El 25 de junio de 2019, se reveló que Meryl Streep, James Corden, Andrew Rannells y Nicole Kidman serían los cuatro protagonistas principales con Keegan-Michael Key como el director de la escuela y Awkwafina como la publicista Sra. Sheldon (un cambio de género sobre Sheldon Saperstein de la etapa de producción). Ariana Grande fue elegida inicialmente como Alyssa Greene, una animadora popular pero encerrada y novia de Emma, pero los conflictos de programación con el Sweetener World Tour obligaron a Grande a abandonar el proyecto. Kerry Washington fue elegida en octubre, y Ariana DeBose se unió en noviembre, reemplazando a Grande en el papel de Alyssa. Jo Ellen Pellman también fue elegida como Emma luego de una búsqueda a nivel nacional. El proyecto es la primera película bajo el acuerdo de $ 300 millones de Murphy con Netflix, y la quinta en general. El 25 de enero de 2020, Awkwafina se retiró de la película debido a conflictos de programación y Kevin Chamberlin fue reelegido como Sheldon Saperstein. El 25 de junio de 2020, se reveló que Tracey Ullman y Mary Kay Place se unirían a la película.
El rodaje comenzó el 11 de diciembre de 2019 en Los Ángeles. El 12 de marzo de 2020, se suspendió la producción debido a la pandemia de COVID-19. Antes de esto, los protagonistas habían terminado de filmar, con solo dos días de filmación de la segunda unidad, que inicialmente estaba programado para reanudarse a mediados de abril, pero finalmente se retrasó hasta el verano. La producción se reanudó el 23 de julio de 2020.

## Banda sonora
La banda sonora fue lanzada digitalmente el 4 de diciembre de 2020 por Maisie Music, con un lanzamiento físico el 18 de diciembre. 
Todas las canciones escritas y compuestas por Matthew Sklar y Chad Beguelin, excepto cuando se indica lo contrario.. 
| Banda sonora |                                      |                                                                           |          |  |
| N.º          | Título                               | Performer(s)                                                              | Duración |  |
| 1.           | «Changing Lives»                     | Meryl Streep y James Corden                                               | 3:09     |  |
| 2.           | «Changing Lives (Reprise)»           | Streep, Corden, Nicole Kidman y Andrew Rannells                           | 1:54     |  |
| 3.           | «Just Breathe»                       | Jo Ellen Pellman                                                          | 2:54     |  |
| 4.           | «It's Not About Me»                  | Streep, Corden, Kidman, Rannells, Keegan-Michael Key y Kerry Washington   | 3:59     |  |
| 5.           | «Dance with You»                     | Pellman and Ariana DeBose                                                 | 2:35     |  |
| 6.           | «The Acceptance Song»                | Rannells and Ensemble                                                     | 3:22     |  |
| 7.           | «You Happened»                       | Pellman, DeBose, Nathaniel J. Potvin y Nico Greetham                      | 3:11     |  |
| 8.           | «We Look to You»                     | Key                                                                       | 2:49     |  |
| 9.           | «Tonight Belongs to You»             | Cast                                                                      | 5:26     |  |
| 10.          | «Tonight Belongs to You (Reprise)»   | Pellman                                                                   | 0:43     |  |
| 11.          | «Zazz»                               | Kidman y Pellman                                                          | 3:08     |  |
| 12.          | «The Lady's Improving»               | Streep                                                                    | 2:39     |  |
| 13.          | «Alyssa Greene»                      | DeBose                                                                    | 2:20     |  |
| 14.          | «Love Thy Neighbor»                  | Rannells, Sofia Deler, Potvin, Greetham y Logan Riley                     | 4:31     |  |
| 15.          | «Barry Is Going to Prom»             | Corden                                                                    | 2:35     |  |
| 16.          | «Unruly Heart»                       | Pellman and Ensemble                                                      | 3:59     |  |
| 17.          | «It's Time to Dance»                 | Pellman, DeBose, Corden, Streep, Rannells, Kidman, Key y Kevin Chamberlin | 5:05     |  |
| 18.          | «Wear Your Crown» (créditos finales) | DeBose, Pellman, Washington, Kidman y Streep                              | 3:05     |  |
| 19.          | «Simply Love» (créditos finales)     | Corden                                                                    | 2:50     |  |

## Lanzamiento
The Prom tuvo un estreno limitado en cines que calificó para premios el 4 de diciembre de 2020, antes de ser lanzado digitalmente el 11 de diciembre por Netflix . Fue la segunda película más vista durante su primer fin de semana en la plataforma, antes de caer al décimo lugar en su segunda semana.

## Recepción
En el agregador de reseñas Rotten Tomatoes, la película tiene un índice de aprobación del 54% basado en 203 reseñas, con una calificación promedio de 5.8/10 . El consenso de los críticos del sitio web dice: "A través de canciones ardientes y bailes, la bonanza de brillo, resplandor y manos de jazz de The Prom podría ser suficiente para llevar al público lejos.".  En Metacritic, la película tiene una puntuación media ponderada de 55 sobre 100, basada en 35 reseñas, lo que indica "críticas mixtas o promedio".
Peter Bradshaw de The Guardian, le dio a la película cuatro de cinco estrellas y escribió que es "tan tonta que simplemente hay que disfrutarla". Continuó elogiando los números musicales y el mensaje de amor propio de la película. Brian Pruitt de USA Today también le dio a la película cuatro estrellas de cuatro, calificándola de una "adaptación disfrutable". En AfterEllen, Claire Heuchan describió la película como "un dulce homenaje a todos los jóvenes lesbianas y gays que encuentran el coraje de vivir y amar auténticamente".  En su reseña para The Hollywood Reporter, David Rooney señaló que "hay algo que decir sobre el amplio alcance de una función de Netflix que defiende los derechos de los adolescentes LGBTQ, compartiendo un mensaje que es fácil de respaldar incluso si la entrega tiende a ser irritante".
Mary Sollosi de Entertainment Weekly le dio a la película una calificación de "D", criticándola por ser "narrativamente descuidada, emocionalmente falsa, visualmente fea, moralmente superior y al menos 15 minutos demasiado larga".  Jesse Hassenger, de The AV Club, le dio a la película una "D+", describiéndola como "una película estelar, alegre y disparatada".
La actuación de James Corden fue criticada por algunos como ofensiva; el propio Corden es heterosexual mientras que el personaje es gay y algunos dijeron que su actuación perpetuaba y capitalizaba los estereotipos de los hombres homosexuales. Respecto de su representación de un hombre homosexual extravagante, David Rooney escribió que "quizás consciente del potencial campo minado para un actor heterosexual que interpreta un estereotipo gay llameante, Corden canaliza los gestos sin la alegría".